# Jeremy Cummings
Pour les articles homonymes, voir Cummings.
Jeremy Cummings (né le 7 novembre 1976 à Charleston (Virginie-Occidentale)) est un joueur de baseball américain. Lors des Jeux olympiques d'été de 2008 à Pékin, il remporte la médaille de bronze.

## Palmarès
- Médaille de bronze aux Jeux olympiques de Pékin en 2008